# Тимо Маас
Тимо Маас (на немски: Timo Maas) (роден 1969 в Бюкебург, Германия) е известен автор и изпълнител на електронна музика и продуцент.

## История
При Маас всичко започва от детска възраст. Слуша по цял ден радио. Това се превръща в хоби и основно занимание. Първите записи на музика купува едва когато е на 9 години.
На 12 години (1982) прави първия си сет на парти в дома на негов приятел. Когато е на 17 издава собствен ремикс.
Маас първи започва да продуцира записи от 80-тте. Първият му запис обаче – 'The final XS' се издава чак през 1995. Той не се продава добре. Маас го нарича Cheesy – термин, възприет в електронната музика, описващ нещо елементарно и предсказуемо.
Вторият му запис излиза с друг продуцент Gary D с Die Herdplatte. Той има многократно по-голям успех от първия му албум. В периода 1994 – 1996 Gary D и Маас участват на живо в Hamburg's famous club и The Tunnel.
Чрез британските си контакти Маас свири в Progressive house club Lakota в Бристол. Работи с лейбъла Hope Recordings и под псевдонима Ориноко. Друг псевдоним, който ползва е Mad Dogs – заедно с неговия мениджър и приятел Лион Алекзандър (Leon Alexander).
Първоначалната си популярност Маас придобива с ремикси на Azzido Da Bass – Doom's Night, Music For the Maases Volume 1 – съдържа негови предишни парчета и ремикси. Голяма популярност получава и с микс албумът Connected с Пол Оаекенфолд (Paul Oakenfold).
През 2005 Тимо Маас реализира втория си албум с лично творчество – Картини (Pictures) с участието на гост-музиканти – Келис (Kelis), Нене Чери (Neneh Cherry) и Брайън Молко (Brian Molko) от Пласибо (Placebo).
В популярната видео игра The Sims 2: Nightlife, ремикс на Neighbourhood screen music е създадена от него.

## Дискография

### Подбрани албуми
- Music For The Maases (2000)
- Loud (2002)
- Music For The Maases 2 (2003)
- Pictures (2005)

### Подбрани компилации
- Azzido Da Bass – Doom's Night
- Depeche Mode – Enjoy the Silence 04
- Jamiroquai – Feels Just Like It Should
- Kelis – Young, Fresh N' New
- Madonna – Don't Tell Me
- Moloko – Familiar Feeling
- Tori Amos – Don't Make Me Come to Vegas